# Anders Stegger
Anders Stegger (født 13. maj 1988 i Århus) er en dansk journalist, tv- og radiovært. Han startede som praktikant på Danmarks Radios P3 i 2011. I sin praktiktid stod han blandt andet bag sommerhittet 'Nede med koldskål,' som han lavede sammen med kunstnerne Klumben, Niklas, Shaka Loveless og forsanger i The Asteroids Galaxy Tour, Mette Lindberg.
Senere blev Stegger praktikant på Sara og David på P3 med Sara Bro og David Mandel, hvor han med sin imiterede Jørgen Leth-stemme læste sms'er fra lytternes mødre op i radioen i indslaget 'Hvis din mor var ...' Det vandt han sammen med Bro og Mandel en Zulu Award for i kategorien 'Det vi alle grinte af' i 2013.
Stegger blev uddannet journalist ved Danmarks Medie- og Journalisthøjskole i januar 2014. 
Han har været fast radiovært på Go' Morgen P3 siden januar 2014. Han vandt en Zulu Award for 'Årets Radioprogram' i 2015 for programmet Go' Morgen P3, som han til daglig laver sammen med Sara Bro, Signe Vadgaard og Tue Sørensen.
I foråret 2016 blev han den første dansker til at deltage ved de internationale mesterskaber i jumpstyle, i hvilken sammenhæng han blev nummer 23 ud af 60.
Han har været tv-vært i to dokumentarserier. Den første var Find Stein Baggers penge, der forsøgte at finde ud af, hvad der skete med de 200 millioner, der forsvandt fra IT Factory. Programmet fik senere en retssag på nakken af svensk-amerikaneren Carl Freer, fordi programmet pegede på, at han var i besiddelse af pengene.
Opfølgeren blev kaldt Find Amdi og var en dokumentarserie, der afdækkede, hvad Mogens Amdi Petersen og Tvind er i dag. Det lykkedes blandt andet holdet bag programmet at tage det første billede af Amdi i 10 år.
Anders Stegger opfordrede i et direkte radioprogram i december 2016 lytterne til at boykotte netavisen Den Korte Avis. Dette blev senere af Danmarks Radio betegnet som en "alvorlig fejl" og offentligt beklaget som en "klar fejl". Anders Stegger har siden offentligt beklaget sin opfordring til boykot af Den Korte Avis. 
Han har lagt stemme til animationsfilmen Grinchen fra 2018.
I efteråret 2020 forlod han jobbet som radiovært på P3 og er nu redaktør i DR Medier. 

## Radio
| Program        | År        | Medværter                | Kanal |
| -------------- | --------- | ------------------------ | ----- |
| Sommerskolen   | 2013      | Le Gammeltoft            | DR P3 |
| Go' Morgen P3  | 2014-2017 | Sara Bro, Signe Vadgaard | DR P3 |
| Stegger & Toft | 2017-     | Julie Toft               | DR P3 |

## TV
| Program                                   | År   | Medværter                          | Kanal |
| ----------------------------------------- | ---- | ---------------------------------- | ----- |
| Revolver                                  | 2013 | Thomas Skov Gaardsvig              | DR3   |
| Find Stein Baggers penge                  | 2015 | Steen Schat-Holm og Terkel Thorsen | DR3   |
| Find Amdi - Danmarks mest eftersøgte mand | 2016 | Steen Schat-Holm og Terkel Thorsen | DR3   |